# احتفال يوم ازدواجية الجنس
احتفال يوم ازدواجية الجنس (بالإنجليزية: Celebrate Bisexuality Day)‏ هو احتفال يُقام في 23 سبتمبر من كل عام، يُقيمه مزدوجي الجنس والداعمين لهم.
هذا اليوم بمثابة نداء لمجتمع مزدوجي الجنس وأصدقائهم والداعمين لهم لتقدير وتكريم ازدواجية الميول الجنسية وتاريخها ومجتمعها وثقافتها، وجميع ثنائيي الجنس في حياتهم.
احتُفل بهذا اليوم لأول مرة سنة 1999، وكانت فكرة ثلاثة مزدوجي الجنس من الولايات المتحدة وهم: ويندي كاري من مين، ومايكل بيج من ولاية فلوريدا، وجيجي رافن ويلبر من تكساس.